# シビーユ (エルサレム女王)
シビーユ（Sibylle de Jérusalemm、1160年頃 - 1190年）は、中世エルサレム王国の女王（在位：1186年 - 1190年）。アモーリー1世の娘で、ボードゥアン5世の母。夫のギー・ド・リュジニャンと共同統治するが、治世中にハッティンの戦いで大敗し、エルサレムは陥落する。

## 生涯
エルサレム王フールクとメリザンドの次男アモーリー1世とアニエス・ド・クルトネー（旧エデッサ伯ジョスラン2世の娘）の間に生まれる。弟が後のボードゥアン4世。しかし、アモーリーの兄ボードゥアン3世が亡くなり、アモーリーが王位を継ぐことになると、旧エデッサ伯の影響が強くなることを恐れた在地諸侯によってアニエスとは離婚（婚姻の無効）させられた。父アモーリー1世はその後ビザンツ帝国との同盟のため皇女マリア・コムネナと結婚し、間に異母妹イザベルが生まれている。
シビーユは祖母メリザンドの妹で修道尼のイヴェットに引き取られ、女子修道院で育てられた。しかし、弟のボードゥアン4世がハンセン病で子供が作れないことが明確になると、推定王位継承者として夫選びが始まり、1176年にモンフェッラート侯家のグリエルモと結婚したが、翌年グリエルモが妊娠したシビーユ（この時身籠っていたのが後のボードゥアン5世）を残して亡くなると後継争いは再び混沌とし、新来十字軍士を中心とする宮廷派と在地諸侯を中心とする貴族派の勢力争いに巻き込まれることになる。
1177年にフランドル伯フィリップがエルサレムに到着し、彼の臣下とシビーユの結婚及び彼の摂政権を要求したが、ボードゥアン・ディブランをはじめとする在地諸侯の反対により断念している。
ギヨーム・ド・ティールの年代記によると、1179年頃シビーユとボードゥアン・ディブランは恋仲であり、ボードゥアンがサラディンの捕虜になっている時も手紙のやり取りをしており、ボードゥアンが解放された後、結婚するつもりだったという。しかし、母のアニエスは貴族派のボードゥアンを嫌い、自分の愛人であったエメリーの弟で宮廷派のギー・ド・リュジニャンと結婚させたとし、また、シビーユも移り気な性格ですぐにギーに乗り換えたとしている。
しかし、ギヨーム・ド・ティールはエルサレム総大司教座などをめぐって政治的に宮廷派と対立しており、またギヨームの死後、年代記を整理・加筆したのが、イブラン家の関係者であるため、宮廷派に関する記述はあまり信用できないと考えられている。
現実的なところでは、ブルゴーニュ公ユーグ3世に断られた後、トリポリ伯レーモン3世とアンティオキア公ボエモン3世はボードゥアン・ディブランを推したが、ヨーロッパからの援助を期待していたボードゥアン4世が、プランタジネット朝の臣下だったリュジニャン家を選んだと考えられる。シビーユとギーとの間には2人の娘が生まれている。
ボードゥアン4世は、1180年にギーを摂政に任命したが、その能力に疑問を持ち、1183年にシビーユ夫妻の継承権を奪って5歳のボードゥアン5世を共同王にするとともに、ギーを摂政から解任し代わりにレーモン3世を摂政とした。
1185年にボードゥアン4世が亡くなるとシビーユの息子ボードゥアン5世が跡を継いだが、病弱で即位後1年で亡くなり、再び後継争いが再燃した。シビーユの母アニエスの婚姻は無効とされているため、シビーユより妹のイザベルの方が正当な後継者であるという考えがあった。
貴族派を中心に諸侯は、シビーユの即位の条件としてギーとの離婚を要求するが、シビーユはこれに承知する代わりに新しい夫は自分が決めることを要求した。諸侯がこれに同意すると、シビーユは即位すると同時にギーを夫に指名し戴冠させている。
ギーは強硬派のルノー・ド・シャティヨンと組み十字軍を率いてサラディンに対抗したが、1187年7月4日のハッティンの戦いで大敗し、ギーは捕虜となり、ルノーは処刑された。
エルサレムに残っていたシビーユはバリアン・ディブランに防衛を委ね、開城が決まると娘達とトリポリに移った。1188年にギーが解放されると、共にティールに向かったがモンフェラート侯コンラッドに入城を拒否されたため、王国の残党を集めてアッコンの攻略を開始した。アッコン包囲中にシビーユと2人の娘は病没している。シビーユの死により貴族派はイザベルを女王に推戴したが、ギーは1192年まで王位を主張した。